# Gefecht bei Buttisholz
Das Gefecht bei Buttisholz fand am 24./25. Dezember 1375 während der Schweizer Habsburgerkriege statt. Es wurde zwischen englisch-französischen Söldnern, den Guglern, und den Luzerner Kräften ausgetragen.
Die Gugler standen unter der Führung von Enguerrand VII. de Coucy. Dieser wollte den Erbanspruch seiner Mutter Katharina von Habsburg gewaltsam durchsetzen. Darum warb er während eines Waffenstillstands im Hundertjährigen Krieg 22.000 unbeschäftigte englische und französische Soldaten an. Das Ziel seiner Expedition war es, den Aargau sowie die Städte Aarau, Bremgarten, Lenzburg, Sempach, Sursee und Willisau zu besetzen. Sein Raubzug begann schon im Elsass und wütete durch den Jura in das Mittelland der jungen Eidgenossenschaft. Der Raubzug war äusserst brutal, die Städtchen Fridau und Altreu wurden vollständig zerstört. So entstand erstmals organisierter Widerstand. Diese wurden von der Stadt Bern angeführt. Vor allem die Einheimischen zeigten starken Widerstand gegen die raubend, mordend und schändend umherstreifenden Gruppen.
Als die Gugler in der Nacht durch Buttisholz zogen, kam es zum ersten Aufeinandertreffen der beiden Gegnerparteien. In Buttisholz kämpften vor allem Luzerner, darunter viele Einheimische. Der Winter setzte den schlecht vorbereiteten Guglern grosse Probleme zu. Die einheimische Bevölkerung griff die Gugler in der Nacht vom 24. auf den 25. Dezember 1375 an, obwohl diese viel schlechter ausgerüstet war. Die Kräfteverhältnisse waren klar verteilt, 600 Eidgenossen und 3000 Gugler standen sich gegenüber. Die Widerstandsgruppen hatten jedoch den Vorteil der Anpassung an den Winter, des Überraschungsmoments und der Unerschrockenheit. So kam es, dass die Eidgenossen die Gugler in die Flucht schlagen konnten und etwa 200 Gugler erschlugen. Nach weiteren Siegen am 25./26. Dezember bei Ins und in der Nacht darauf bei Fraubrunnen gelang es ihnen, die Gugler zur Rückkehr zu bewegen.